# Баранов, Анатолий Николаевич (лингвист)
Анато́лий Никола́евич Бара́нов (род. 8 января 1956) — советский и российский лингвист, специалист по лингвистической семантике, политической лингвистике, политической метафоре и лингвистической экспертизе текста. Доктор филологических наук, профессор.

## Биография
В 1980 году окончил Отделение теоретической и прикладной лингвистики филологического факультета МГУ имени М. В. Ломоносова по специальности «структурная прикладная лингвистика». Там же окончил аспирантуру и в 1984 году защитил диссертацию на соискание учёной степени кандидата филологических наук по теме «Коммуникативно-смысловая оппозиция „данное-новое“ (метаязык и некоторые приложения)».
В 1990 году в Институте русского языка имени В. В. Виноградова АН СССР защитил диссертацию на соискание учёной степени доктора филологических наук по теме «Лингвистическая теория аргументации (когнитивный подход)» (специальность 10.02.01 — русский язык; специальность 10.02.19 — теория языкознания). Официальные оппоненты — доктор филологических наук И. П. Белецкая, доктор филологических наук Т. М. Николаева и доктор филологических наук Л. А. Новиков. Ведущая организация — Отдел теоретического языкознания Института языкознания АН СССР
В 1996 году присвоено учёное звание профессора по кафедре лингвистической семантики.
Главный научный сотрудник и заведующий Отделом экспериментальной лексикографии Института русского языка имени В. В. Виноградова РАН Член Учёного совета.
С 2010 года — профессор кафедры русского языка факультета теоретической и прикладной лингвистики Института лингвистики РГГУ.
С 2015 года — профессор Школы филологии факультета гуманитарных наук НИУ ВШЭ.
Член диссертационного совета Института русского языка имени В. В. Виноградова РАН (Д 002.008.01; специальности 10.02.01 «Русский язык» и 10.02.19 «Теория языка»).
С 2015 года — член редакционной коллегии журнала «Коммуникативные исследования».
Автор более 150 научных трудов.

## Научные труды

### Монографии
- Баранов А. Н., Плунгян В. А., Рахилина Е. В. Путеводитель по дискурсивным словам русского языка. М.: Помовский и партнёры, 1993.
- Баранов А. Н., Караулов Ю. Н. Словарь русских политических метафор / Российская акад. наук, Ин-т русского яз. — М.: Помовский и партнеры, 1994. — 330 с.
- Баранов А. Н., Добровольский Д. О. Аспекты теории фразеологии. — М.: Знак, 2008. — 656 с. (Studia phililogica / Российская акад. наук, Ин-т русского яз. им. В. В. Виноградова) ISBN 5-9551-0235-3 (перевод на испанский язык — Anatolij Baranov, Dmitrij Dobrovol’skij. Aspectos teoricos da fraseoloxia. Santiago de Compostela: Xunta de Galicia, 2009.)
- Баранов А. Н., Добровольский Д. О. Основы фразеологии (краткий курс). — М.: Флинта, Наука, 2013.
- Баранов А. Н. Дескрипторная теория метафоры. / Российская акад. наук, Ин-т русского яз. им. В. В. Виноградова. — М.: Языки славянской культуры, 2014. — 631 с. — (Studia philologica) ISBN 978-5-9905856-7-6

### Словари
- Баранов А. Н., Добровольский Д. О., Киселёва К. Л., Козеренко А. Д. (при участии М. М. Вознесенской и М. М. Коробовой) Словарь-тезаурус современной русской идиоматики / под ред.: А. Н. Баранова, Д. О. Добровольского; Российская акад. наук, Ин-т рус. яз. им. В. В. Виноградова. — М.: Мир энциклопедий Аванта+, 2007. — 1136 с. — (BIBLIO) ISBN 978-5-98986-143-9
- Баранов А. Н., Вознесенская М. М., Добровольский Д. О., Киселёва К. Л., Козеренко А. Д. Фразеологический объяснительный словарь русского языка / под ред. А. Н. Баранова и Д. О. Добровольского; Российская акад. наук, Ин-т русского яз. им. В. В. Виноградова. — М.: Эксмо, 2009. — 700 с. — (Библиотека словарей) ISBN 978-5-699-30033-4
- Баранов А. Н., Вознесенская М. М., Добровольский Д. О., Киселёва К. Л., Козеренко А. Д. Академический словарь русской фразеологии / под ред. А. Н. Баранова и Д. О. Добровольского. — М.: ЛЕКСРУС, 2014. — 1168 с.
- Баранов А. Н., Вознесенская М. М., Добровольский Д. О., Киселёва К. Л., Козеренко А. Д. Академический словарь русской фразеологии / под ред. А. Н. Баранова и Д. О. Добровольского. — 2-е изд., испр. и доп. — М.: ЛЕКСРУС, 2015. — 1168 с.
- Англо-русский словарь по лингвистике и семиотике = English-Russian dictionary of linguistics and semioticts : около 9000 терминов / А. Н. Баранов [и др.]; под ред. А. Н. Баранова и Д. О. Добровольского. — Изд. 2-е, испр. и доп. — М.: Азбуковник, 2015. — 625 с. ISBN 978-5-91172-121-3 : 2000 экз.
- Баранов А. Н., Вознесенская М. М., Добровольский Д. О., Киселёва К. Л., Козеренко А. Д. Тезаурус русских идиом: семантические группы и контексты / под ред. А. Н. Баранова и Д. О. Добровольского. — М.: ООО «ЛЕКСРУС», 2017. — 533 с.
- Баранов А. Н., Добровольский Д. О. Немецко-русский и русско-немецкий словарь лингвистических терминов = Linguistisches Wörterbuch deutsch-russisch und russisch-deutsch : с английскими эквивалентами : около 5600 немецких и 5600 русских терминов / Московский гос. ун-т им. М. В. Ломоносова, Фак. иностранных яз. и регионоведения. — 2-е изд., испр. и доп. — М.: АСТ-ПРЕСС ШКОЛА : АСТ-ПРЕСС МАРТ, 2006. — 490 с. ISBN 5-94776-320-6 (АСТ-ПРЕСС ШКОЛА)

### Учебные пособия
- Баранов А. Н., Добровольский Д. О. Основы фразеологии: краткий курс : учебное пособие / Российский гос. гуманитарный ун-т, Ин-т лингвистики, Российская акад. наук, Ин-т русского языка им. В. В. Виноградова. — 3-е изд., стер. — М.: Флинта: Наука, 2016. — 308 с. ISBN 978-5-9765-1567-3
- Баранов А. Н. Введение в прикладную лингвистику / Московский государственный университет имени М. В. Ломоносова, Филологический факультет. — Изд. 5-е. — М.: URSS, 2017. — 367 с. — (Новый лингвистический учебник : НЛУ) ISBN 978-5-9710-4237-2
- Баранов А. Н. Лингвистическая экспертиза текста : теоретические основания и практика: учебное пособие / Российская акад. наук, Ин-т русского яз. им. В. В. Виноградова. — 6-е изд., стер. — М.: Флинта: Наука, 2018. — 591 с. ISBN 978-5-9765-0083-9

### Статьи
- Баранов А. Н. Аксиологические стратегии в структуре языка (паремиология и лексика) // Вопросы языкознания. — 1989. — № 3.
- Баранов А. Н. О несубстантивных употреблениях лексемы правда // Вестник МГУ. Сер. Филология. — 1982. — С. 43—52.
- Баранов А. Н. Метафорические модели как дискурсивные практики // Известия РАН. Серия литературы и языка. — 2003. — № 6.
- Баранов А. Н. О типах сочетаемости метафорических моделей // Вопросы языкознания. — 2003. — № 2.
- Баранов А. Н. Идиоматика сумасшествия: метафоры и профилируемые смыслы // Известия РАН. Серия литературы и языка. — 2014. — Т. 73. — № 1. — С. 22-31.
- Баранов А. Н., Северская О. И. Поэтические практики в современном политическом дискурсе // Общественные науки и современность. — 2016. — № 4. — С. 159—170.

### Другое
- Баранов А. Н. Что нас убеждает?: (Речевое воздействие и обществ. сознание). — М.: Знание, 1990. — 64 с. — (Новое в жизни, науке, технике. Лекторское мастерство; 9/1990) ISBN 5-07-001447-7
- Баранов А. Н., Казакевич Е. Г. Парламентские дебаты: традиции и новации: Советского политического языка : (От ритуала к метафоре). — М.: Знание, 1991. — 64 с. — (Новое в жизни, науке, технике. Подписная научно-популярная серия «Наука убеждать: риторика» 10/1991) ISBN 5-07-001699-7